# Hemisphaeroides aeneoniger
Hemisphaeroides aeneoniger är en insektsart som beskrevs av Melichar 1903. Hemisphaeroides aeneoniger ingår i släktet Hemisphaeroides och familjen sköldstritar. Inga underarter finns listade i Catalogue of Life.